# Slag om Knin
De Slag om Knin was een operatie van de Joegoslavische partizanen, specifiek van het 8e Dalmatische Korps, van 7 november tot 9 december 1944, met als doel het vernietigen van de Duitse, Četnik en Ustaša eenheden in het gebied rond Knin. Deze operatie was deel van een groter partizanen-offensief dat het grootste deel van Dalmatië van Zadar tot Dubrovnik bevrijdde.

## Introductie
Na een moeizame terugtrekking van de Dalmatische kust in Operatie Herbstgewitter (IV), verplaatste het hoofdkwartier van het 15e Bergkorps zich op 19 november van Knin naar Ostrožac bij Bihać. Daarmee werd de verdediging van Knin in handen gegeven van de commandant van de Duitse 264e Infanteriedivisie. Die kreeg de opdracht “verdediging tegen elke prijs”, dus tot de laatste man en de laatste kogel, om daarmee de opmars van het 8e Korps richting Lika en Bosnië tot staan te brengen. Knin was een strategische plaats in de defensieve plannen van de Duitsers als eindpunt van de lijn die van Syrmië, via Sarajevo en Mostar naar Knin liep.

## Verloop van de strijd
De operatie kan in drie fases onderverdeeld worden:
- 7 november tot 25 november – Gevechten op de toegangswegen tot Knin
- 26 november tot 4 december – De primaire slag en bevrijding van Knin
- 5 december tot 9 december – Afrondende gevechten en achtervolging van de terugtrekkende Duitsers tot aan de bevrijding van Otrić in Lika

Bij het begin van de verdediging van Knin bestond deze uit circa 14.000 Duitse soldaten en marinemannen (264e en 373e Infanteriedivisies), zo’n 1500 NDH soldaten en rond 4500 Četniks. Het 8e Korps van het nationale Bevrijdingsleger (Narodnooslobodilačka vojska Jugoslavije, NOVJ) had voor deze slag zo’n 32.000 man beschikbaar.

### Gevechten op de toegangswegen tot Knin – 7 november tot 25 november
Op 7 november, na twee dagen rust na de bevrijding van Šibenik en de vernietiging van de Duitse kampfgruppe Allerman, begon de 26e Dalmatische Divisie zijn opmars richting Knin. De divisie viel de Duitse linies aan ten zuiden van Knin, zonder veel informatie te hebbe over de Duitse sterkte. Ze dachten slechts te moeten vechten tegen Duitse achterhoedeformaties, die de Duitse terugtrekking naar Bihać dekten. Het oorspronkelijke plan bestond eruit de Duitsers rond Kosovo polje te omsingelen, maar dat werd snel voorkomen door Duitse versterkingen vanuit Knin. De zuidelijke defensielijn kwam nu onder stevige druk van de 26e Divisie, die de Duitsers terugdrukten naar Kaldrma en Lisnik.
Intussen bereikte de 20e Dalmatische Divisie Golubić, waardoor de communicatielijn Knin - Strmica doorgesneden werd die verdedigd werd door Bosnische Četnik  en het Dalmatische Korps, terwijl de 19e Dalmatische Divisie zich verdedigde tegen Duitse aanvallen langs de weg van Knin tot de Zrmanja.
Na twee weken, die beide zijden aan de voorbereidingen hadden besteed, werd de 26e Divisie verder versterkt met 3000 man die vrijkwamen door de ontbinding van talrijke partizanen-detachementen, die voorheen achter de vijandelijke linies vochten. Elk van haar brigades beschikte daarna over meer dan 2000 man.
Op 12 november trokken de Duitsers de gedemoraliseerde resten van de 6e en 7e Ustaša-brigades en het 2e bataljon van de 3e Kroatische Binnenlandse Defensie Brigade terug naar Bihać. Enkele dagen later volgden de Marine-Schützen-Bataillons 581 en 583, waardoor ongeveer 10.000 Duitse soldaten en 4.500 Četniks achterbleven.

### De primaire slag en bevrijding van Knin – 26 november tot 4 december
De primaire slag begon met een frontale aanval van de 26ste Divisie gesteund door artillerie en tanks tegen de Duitse 891e en 892e Regimenten, maar slaagde er niet in deze te doorbreken.
Op 28 november gaf Heeresgruppe E het 15e Bergkorps toestemming om zich terug te trekken van Knin naar een meer verdedigbare positie ten noorden van Knin, die tijdens de winter zou moeten worden gehouden. Twee dagen later begonnen de Duitsers hun front in te korten door zich terug te trekken uit Oštra glavica, Bulajuši en Lisnik. Ook het verse 847e regiment van de 392e Infanteriedivisie arriveerde in het gebied van Pađene om de Duitse verdediging in die sector te versterken.
Op 1 december brak een nieuwe aanval door de Duitse linies, een succesvolle noordelijke omtrekkende manoeuvre van de 8e Brigade van de 20e Divisie viel de Duitse troepen aan in het Pađene-gebied, terwijl de 26e Divisie de meeste Duitsers bond in de zuidelijke sector. De volgende dag bereikte de 14e Brigade van de 19e Divisie de weg Knin - Pađene en maakte verbinding met de 20e divisie, waarmee de omsingeling van de Duitse troepen in Knin voltooid was. De 1e Dalmatische Brigade doorbrak de Duitse linies in het zuidenwesten en rukte op naar Knin zelf.
Tussen 2 en 3 uur 's nachts op 3 december arriveerden de 1ste en 12e Dalmatische brigades in Knin via de vernielde brug over de rivier de Krka en tegen 4 uur in de ochtend volgde contactopname de 9e Brigade van de 20e Divisie, die daarmee Knin bevrijdden. De meeste Duitse troepen waren nu afgesneden in verschillende pockets, de kleinere ten zuidoosten van Knin werd geëlimineerd door de 26e Divisie die 1200 Duitse soldaten gevangen nam. Het grootste deel van de 264e Infanteriedivisie was omsingeld nabij Stara Straža. Slechts een kleine groep onder leiding van divisiecommandant Alois Windisch brak in de nacht van 3 op 4 december uit. 
Op 4 december hield het meeste Duitse georganiseerde verzet op, waarbij veel Duitsers gevangengenomen werden die probeerden hun linies in kleine groepen te bereiken, onder wie Konrad Wild, commandant van het 383e Regiment van de 373e Infanteriedivisie (gevangengenomen op een weg naar Pađene). Ongeveer 800 Duitsers slaagden erin uit te breken en terug te keren.

### Afrondende gevechten en achtervolging – 5 december tot 9 december
De achtervolging werd overgenomen door een relatief frisse 9e Dalmatische Divisie, waarvan de 13e Brigade werd gebruikt om Duitse ontzetpogingen vanuit Mostar te blokkeren, terwijl de 3e en 4e Brigades dienden als reserve voor het 8e Korps en pas op 4 december in de strijd werden geworpen tegen ontsnappende Duitsers.
Tijdens de laatste fasen van de operatie Knin werd ook een succesvolle aanval gelanceerd op het Gračac-garnizoen. Hier werd het omsingelde II. Bataljon van Grenadierregiment 383 (kroatisch) vernietigd op 5 december. De bataljonscommandant Major Stüber sneuvelde.

## Verliezen

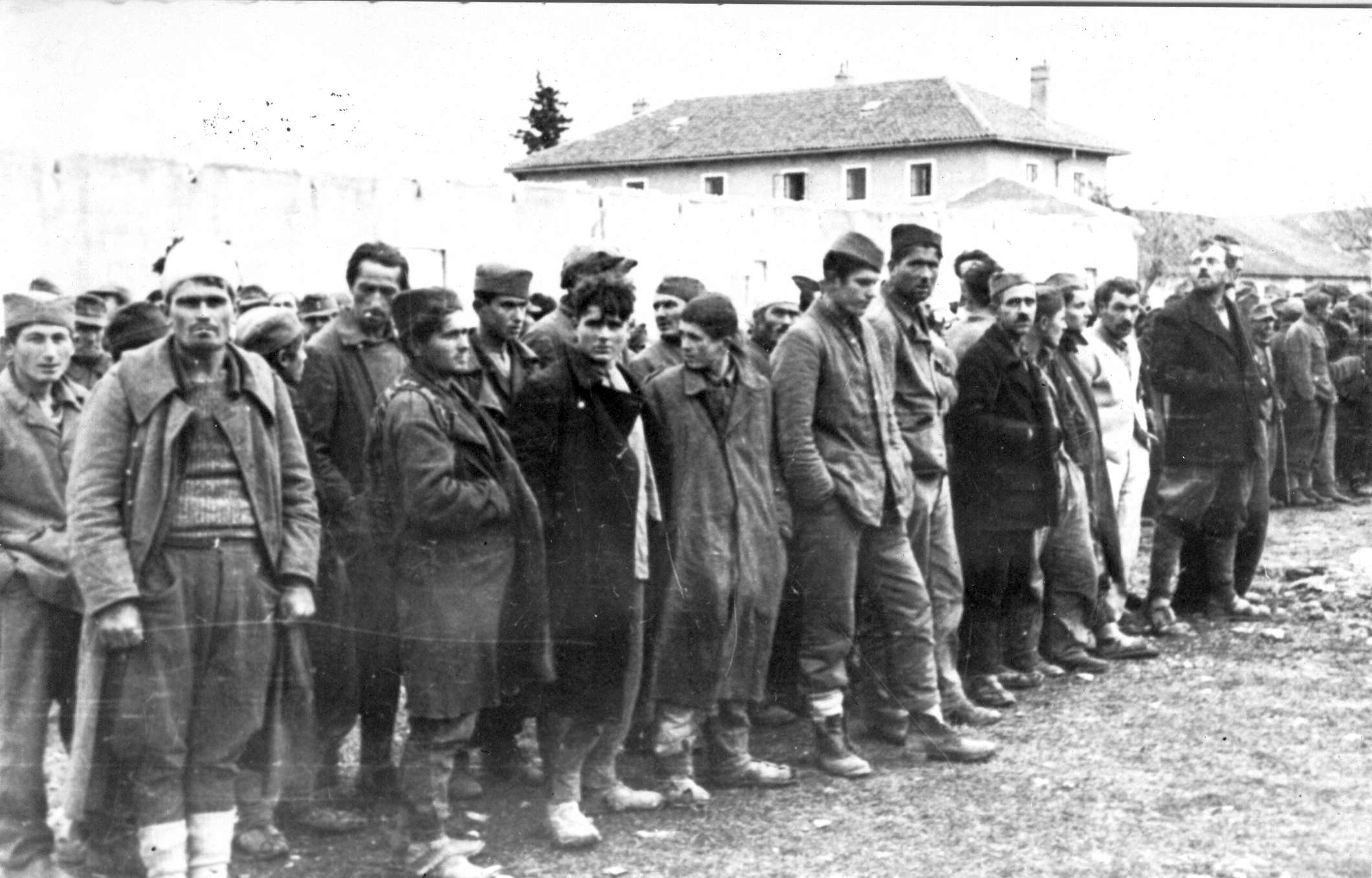
Gevangen Duitsers, Četniks en Ustašas na de slag

De Duitse 264e Divisie werd bijna volledig vernietigd (slechts 1526 soldaten bleven over). De resterende Kampfgruppe werd nog ingezet bij Bihać tot eind januari 1945. Daarna kreeg de divisiestaf bevel om de divisie opnieuw op te richten in Denemarken, maar intussen waren de meeste overlevenden al verdeeld over andere eenheden in Joegoslavië. De 373e (kroatische) Infanteriedivisie leed zware verliezen en moest worden gereorganiseerd. Het 847e Regiment was niet langer een volwaardige gevechtsformatie. De meeste Četniks werden naar het noorden teruggetrokken en met hulp van Duitse eenheden naar Karlovac verplaatst. Het totale verlies aan Duitsers en Četniks tijdens de operatie was volgens de partizanen 6555 doden of gewonden en 4258 gevangen genomen (dus bijna 10.000 man). Het OKW gaf op basis van rapporten van het 15e Bergkorps de verliezen aan als 2730 doden en vermisten, 700 (gewonden) gevangengenomen, 1058 gewonden geëvacueerd (dus totaal 4488 man).
Eenheden van het 8e Korps hadden 629 doden en 2275 gewonden en 125 vermisten. Volgens Duitse bronnen (uit uitspraken van overlopers) waren de partizanenverliezen rond 12.000 man.  

## Nasleep
Tijdens de operatie van Knin maakte eenheden van het 8e Korps veel materieel buit, 82 zware en lichte artilleriestukken waarvan vele in werkende staat, 25 zware mortieren, 500 machinegeweren, 5000 geweren, 200 voertuigen en ongeveer 150 wagons met munitie en ander oorlogsmateriaal. Ook veel krijgsgevangenen van de Kroatische Binnenlandse Defensie maakten van de amnestie van Tito gebruik om zich bij de partizanen aan te sluiten. Dit tezamen met de hulpverlening door de geallieerden vanuit Italië, maakte een snelle transformatie van het 8e Korps van guerrillamacht naar conventioneel leger mogelijk.
De gevolgen voor het Duitse 15e Bergkorps waren bijna rampzalig, waardoor het werd opgesplitst in twee formaties die elk smalle corridors verdedigden, die zich uitstrekten tot diep in het door partizanen bezette gebied. Het korps werd alleen gered door gebeurtenissen op andere fronten en politieke gebeurtenissen. Terwijl het 8e Korps zijn reorganisatie uitvoerde om het offensief te vervolgen, raakte Tito in paniek door de Britse interventie tegen de communisten in Griekenland. Verschillende divisies kregen bevelen om als kustverdediging te worden ingezet, terwijl de Duitse Operatie Bora aantoonde dat het Mostar-garnizoen nog steeds een ernstige bedreiging vormde voor de achterhoede van het 8e Korps. Hierdoor werd het gedwongen om zijn belangrijkste formaties aan de operatie bij Mostar ter beschikking te stellen.
Een enorm gat werd geslagen in de frontlijn van het 15e Bergkorps door de Knin-operatie samen met de strijd om Gračac. Dit stelde de partizanen ook in staat om voor het eerst voorraden te verplaatsen via de weg Gračac - Udbina - Korenica - Plitvice - Rakovica - Slunj naar het 4e Korps van Joegoslavische partizanen in Banija en Kordun, die tot dan toe werd alleen geleverd door luchtdroppings. Van daaruit konden voorraden worden geleverd aan andere eenheden die zich achter de vijandelijke linies bevonden, het 11e Korps in Gorski Kotar en het 7e Korps in Slovenië. Deze situatie zou de Duitsers dwingen verschillende operaties te starten om dit gat te dichten en daarmee de toevoer van voorraden te stoppen.

## Slagorde

### As-troepen

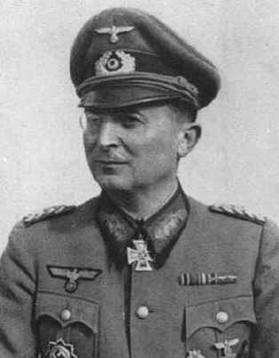
Generaal Gustav Fehn

- 15e Bergkorps (General der Panzertruppen Gustav Fehn)
  - 264e Infanteriedivisie (vier bataljons: III./891, I. en II./892, I./893) (Generalmajor Alois Windisch)
  - Grenadierregiment 383 (Kroatisch) (I. en III. Bataljon) van de 373e (kroatische) Infanteriedivisie (Oberst Konrad Wild)
  - Grenadierregiment 847 (Kroatisch) van de 392e (Kroatische) Infanteriedivisie - arrived on 29 November
  - Heeres-Küsten-Artillerie-Regiment 944
  - Marine-Schützen-Bataillon 581 en 583
  - Četnik-eenheden (Momcilo Đujić) - rond 4500 Četniks
  - Resten van Ustaša-eenheden (6e en 7e Ustaša Brigades), plus 2e Bataljon van de 3e Kroatische Binnenlandse Defensiebrigade, ongeveer 1500 man

### NOVJ

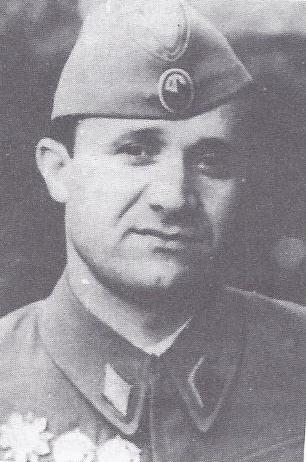
Generaal Petar Drapšin

- 8e Dalmatische Korps (Major General Petar Drapšin)
  - 9e Dalmatische Divisie (Lieutenant-Colonel Ljubo Truta)
  - 19e Dalmatische Divisie (Lieutenant-Colonel Stanko Parmač)
  - 20e Dalmatische Divisie
  - 26e Dalmatische Divisie (Colonel Božo Božović)
  - Noordelijke Groep van de 1e Tank Brigade (25 tanks en 11 pantservoertuigen)(Lieutenant-Colonel Periša Grujić)